# Threnia carbonaria
Threnia carbonaria är en tvåvingeart som först beskrevs av Christian Rudolph Wilhelm Wiedemann 1828.  Threnia carbonaria ingår i släktet Threnia och familjen rovflugor. Inga underarter finns listade i Catalogue of Life.